# Corona celestial

Ejemplo de corona celestial.

La corona celestial es una insignia o tocado representativo consistente en un cerco habitualmente de oro y adornado con puntas o rayos derechos rematados con estrellas del mismo metal. Suele contar con ocho puntas, cinco en las representaciones que no son en relieve, aunque el número de éstas es variable. 
La corona celestial figura en algunas representaciones católicas de la Virgen María y también se utiliza como elemento heráldico.